# Greatest Hits (Sublime)
Greatest Hits è una compilation del gruppo musicale statunitense Sublime, pubblicato il 9 novembre 1999.

## Tracce
1. What I Got – 2:53
2. Wrong Way – 2:16
3. Santeria – 3:03
4. 40 Oz. to Freedom – 3:02
5. Smoke Two Joints – 2:53
6. Date Rape – 3:35
7. Saw Red – 1:47
8. Badfish – 3:07
9. Doin' Time – 4:11
10. Pool Shark – 0:57

## Classifiche
| Classifica (1999-00) | Posizione massima |
| -------------------- | ----------------- |
| Nuova Zelanda        | 15                |
| Stati Uniti          | 114               |